# STOL CH 701
Le STOL CH 701 est un ULM de la marque Zenair créé en 1974 par l'ingénieur aéronautique franco-canadien Christophe Heintz.

## Galerie

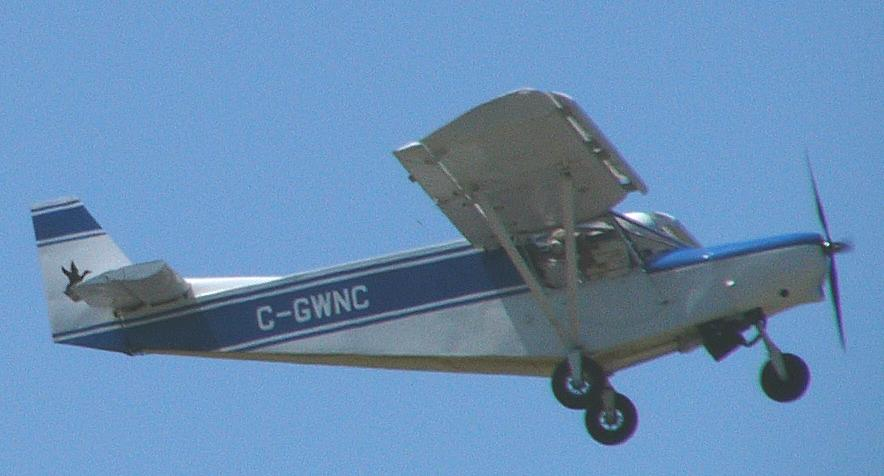
Un Zenith STOL CH 701 sur roues
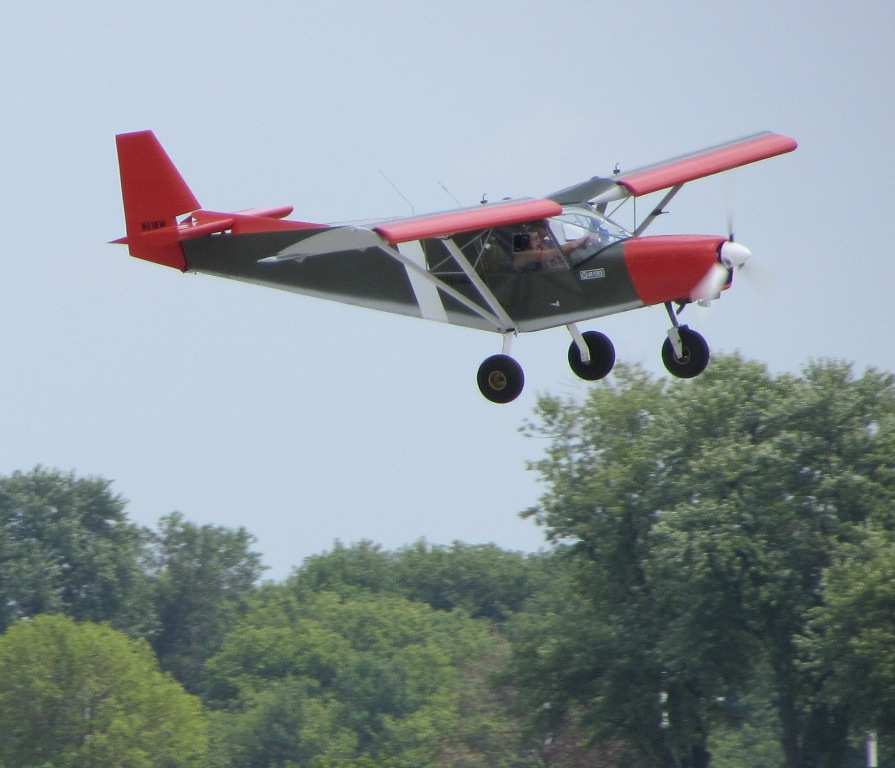
Un CH 701 construit par un amateur en République tchèque
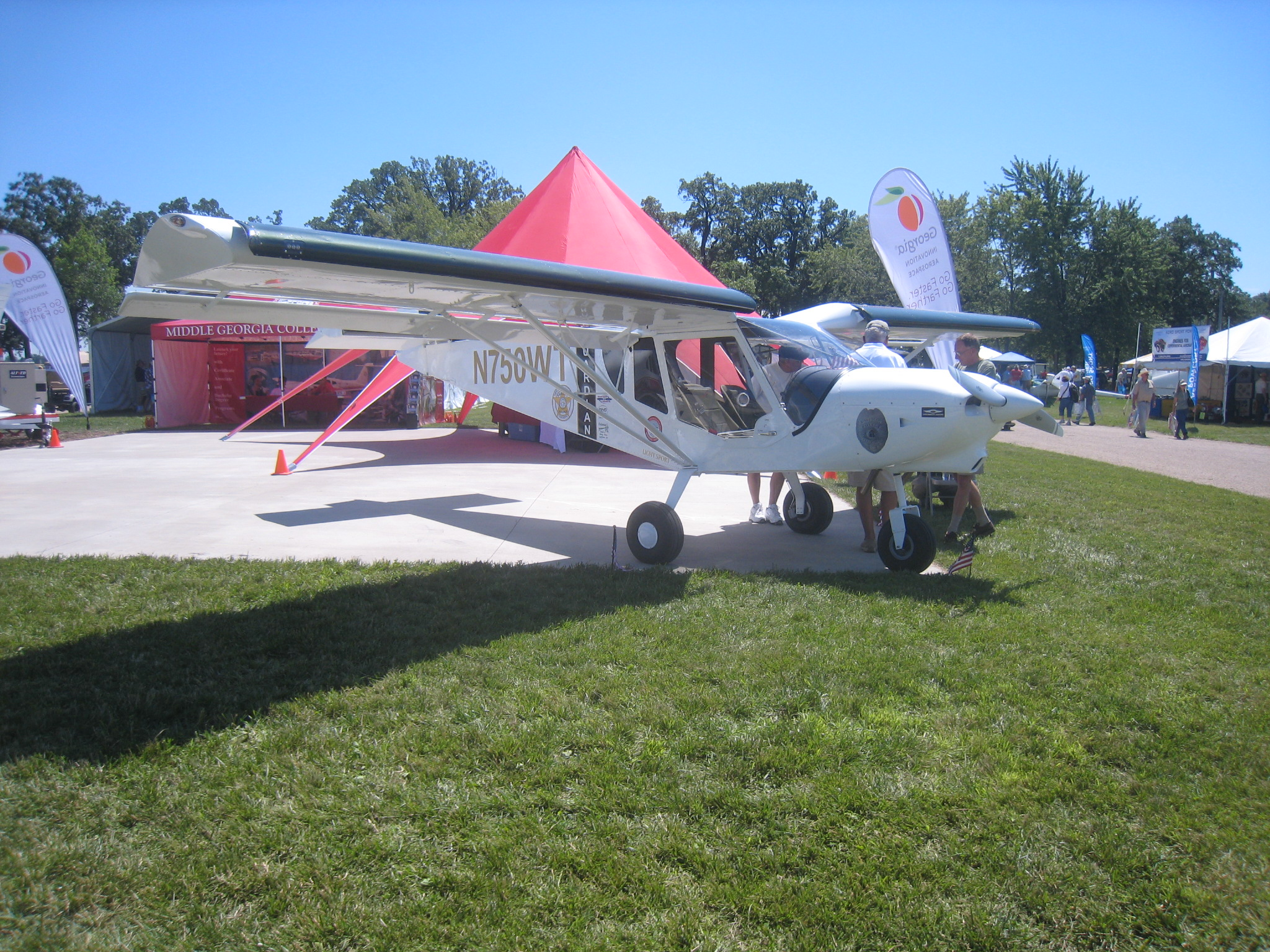
AMD-built CH 750
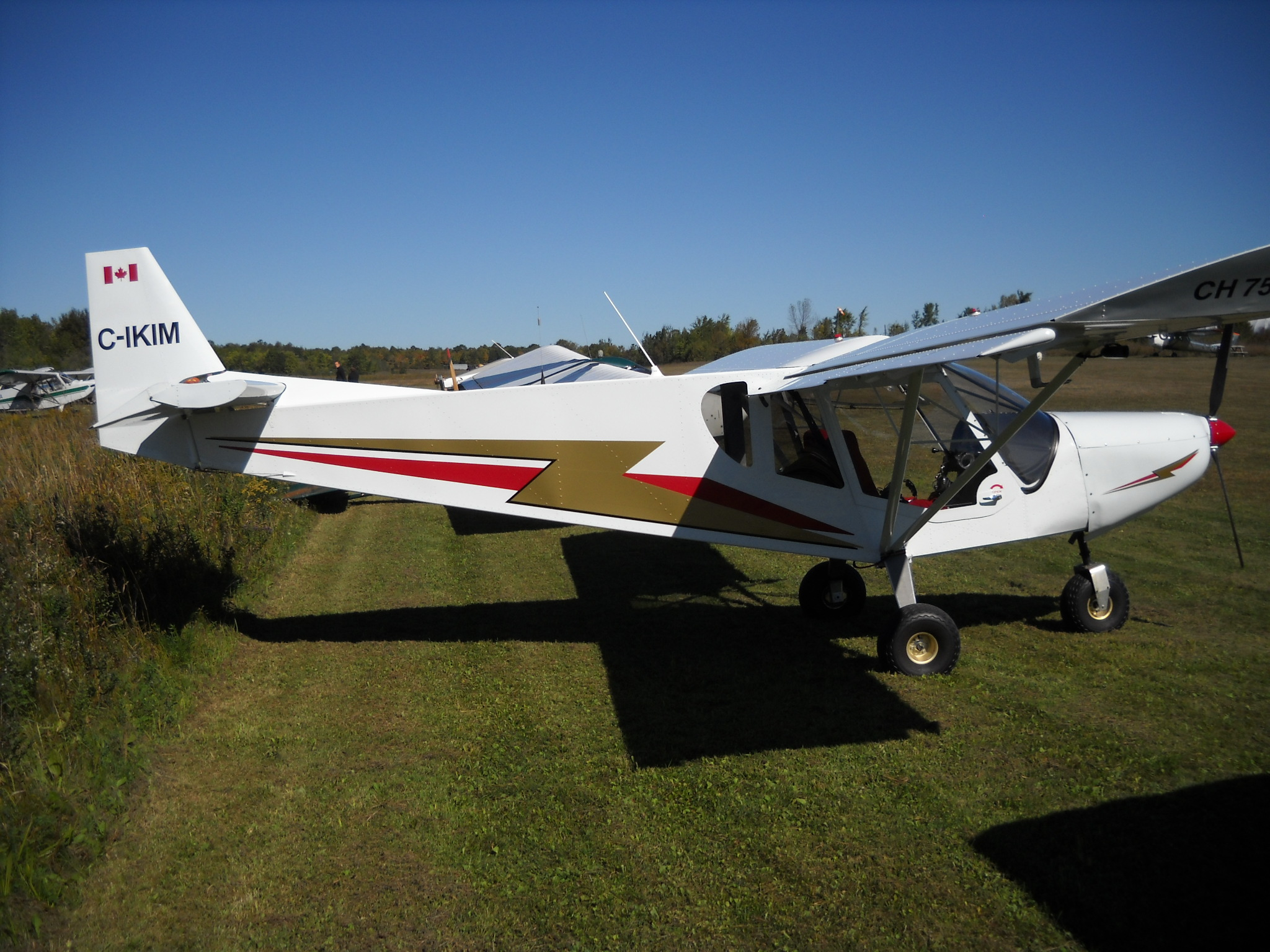
Un CH 750
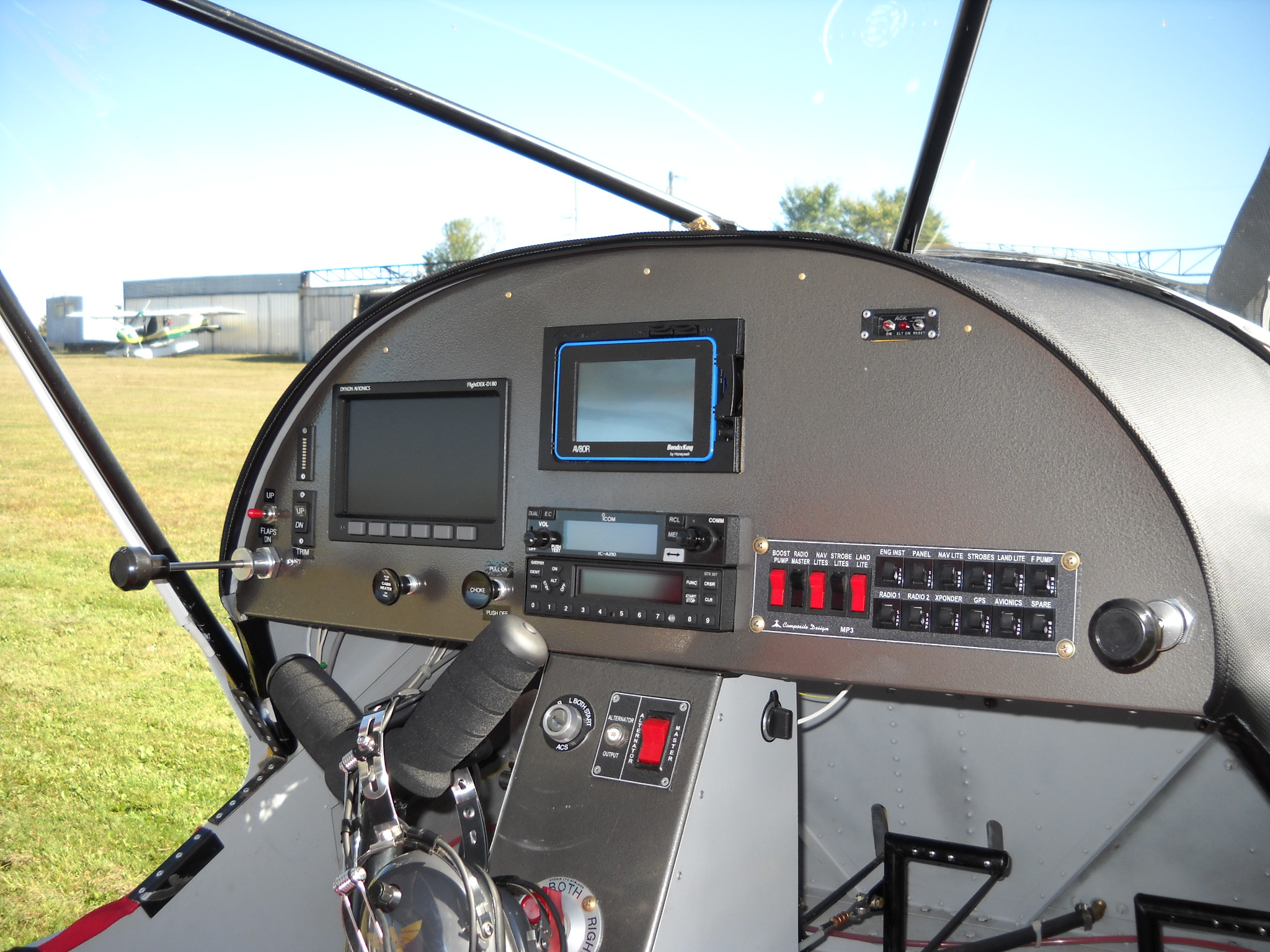
Le tableau de bord d'un CH 750
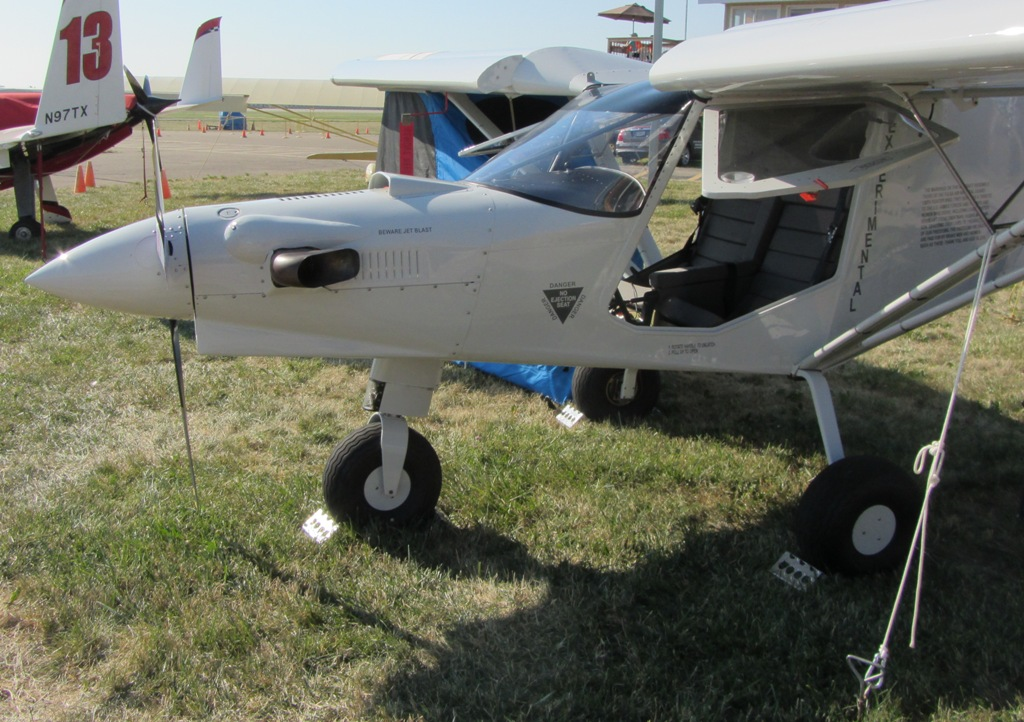
CH 701 Turboprop
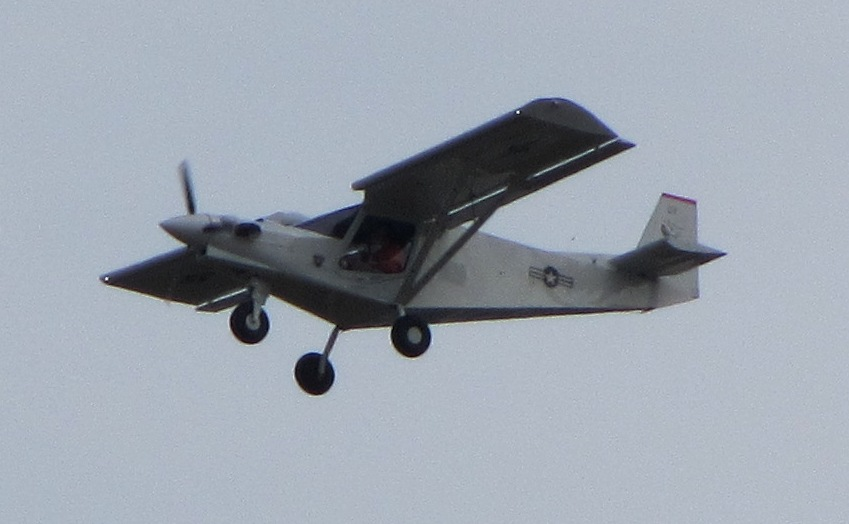
Un CH 701 a turbopropulsion en vol

## Sources
- (en) Cet article est partiellement ou en totalité issu de l’article de Wikipédia en anglais intitulé « Zenith STOL CH 701 » (voir la liste des auteurs).